# Odalisque

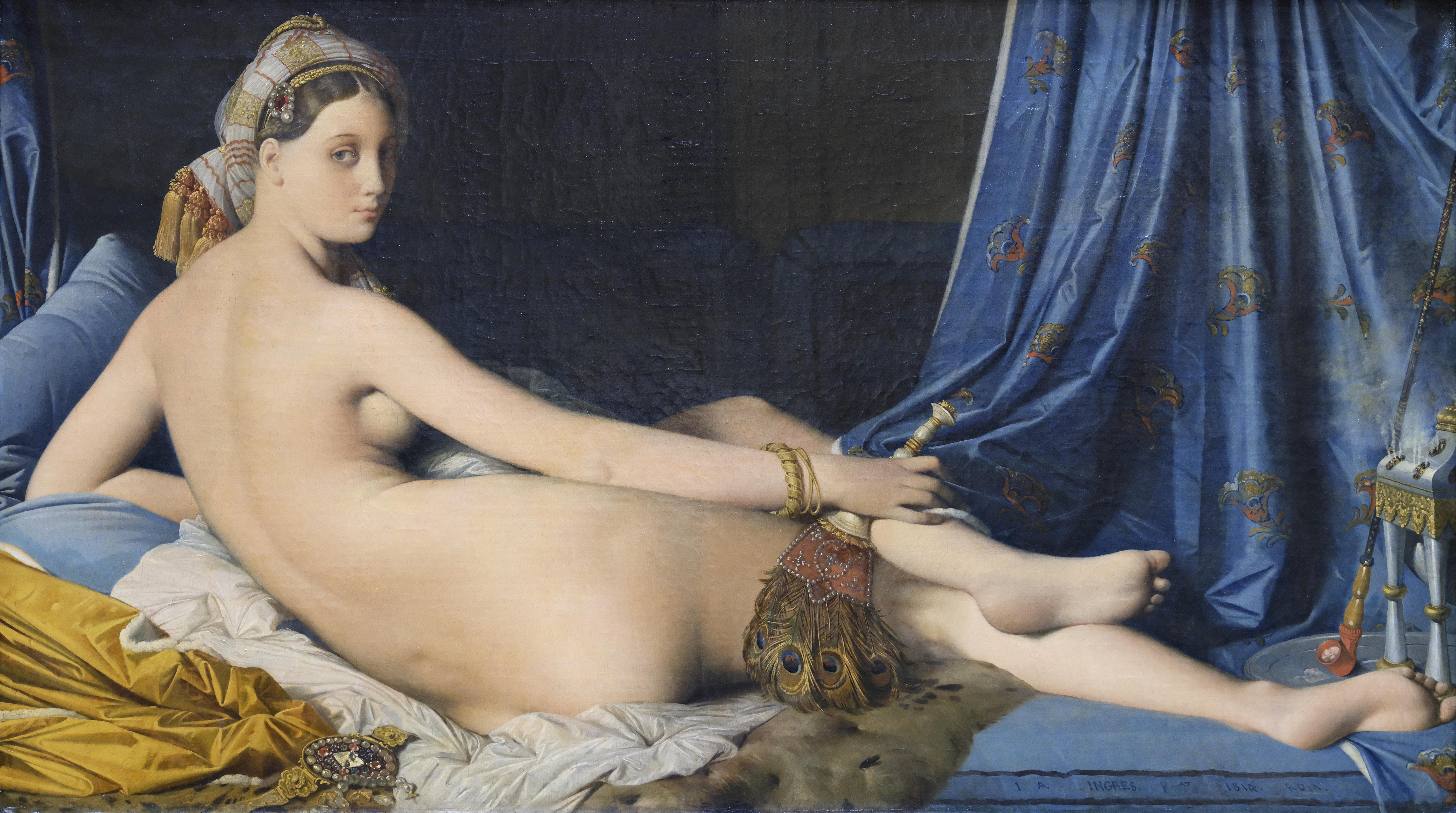
La Grande Odalisque de Jean-Auguste-Dominique Ingres, (1814), au musée du Louvre.

Une odalisque ( turc ottoman : اوطه‌لق , turc : odalık ) était une femme de chambre dans un sérail turc, au service des dames de la cour de la maison du sultan ottoman. Dans l'usage occidental, le terme en est arrivé à désigner une concubine dans un harem et fait référence au genre artistique érotisé dans lequel une femme est représentée principalement ou complètement nue dans une position allongée, souvent dans le cadre d'un harem. Cette représentation est celle d'un fantasme, les artistes qui l'ont diffusée n'ayant pas été autorisés à entrer dans un harem. 

## Étymologie
Le mot vient du turc odalık ou odalk, qui signifie « ce qui appartient à la chambre » et par extension « concubine », d'oda, « chambre ». 
Il peut également être translittéré odahlic, odalisk et odaliq[réf. nécessaire]. Il a changé de sens en passant dans la langue française.

## Dans l'usage turc du terme
(juillet 2023).

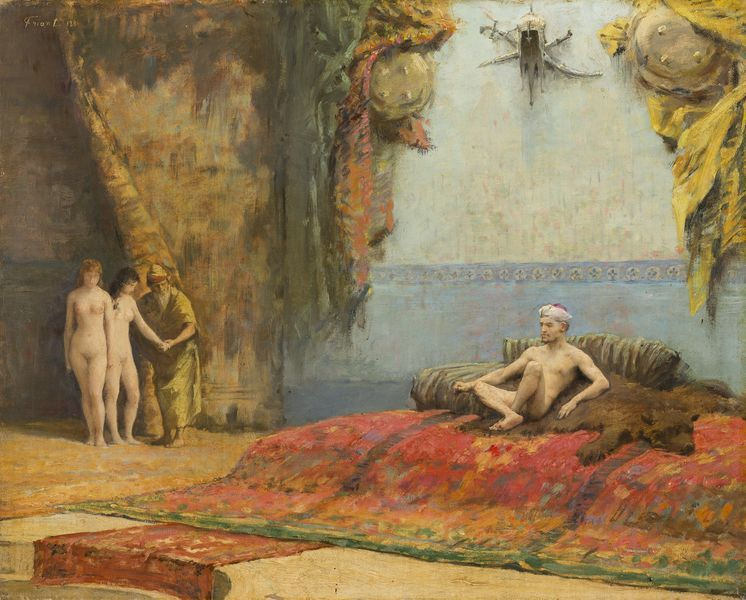
Émile Friant - Les Odalisques au Sultan.

Une odalisque n'était pas une concubine du harem, mais il était possible qu'elle en devînt une. 
Les odalisques étaient rangées au bas de l'échelle sociale dans un harem, car elles ne servaient pas le maître de maison, mais seulement ses concubines et ses épouses, comme femmes de chambre privées. Les odalisques étaient généralement des esclaves données en cadeaux au sultan. Normalement, une odalisque n'était jamais vue par le sultan, mais restait plutôt sous les ordres de la mère de celui-ci. 
Si une odalisque était d'une beauté extraordinaire ou possédait des talents exceptionnels pour la danse ou pour le chant, on l'entraînait pour devenir une concubine éventuelle. Si elle était retenue, l'odalisque servait au plaisir sexuel du sultan et c'est seulement ensuite qu'elle changeait de statut, devenant à partir de ce moment une concubine. Certaines familles caucasiennes conseillaient à leurs filles d'entrer dans un harem comme odalisques, en espérant qu'elles pourraient devenir concubines de palais, esclaves préférées, ou épouses du sultan. Dans l'Empire ottoman, les concubines rencontraient le sultan une seule fois, sauf si leur adresse pour la danse, pour le chant ou pour le lit leur méritaient son attention. Si de la rencontre d'une concubine avec le sultan s'ensuivait la naissance d'un fils, elle devenait une de ses femmes.

## Dans l'usage occidental du terme
Les auteurs et artistes européens des XVIIe – XIXe siècles qui parlent d'«odalisque» confondent les statuts des femmes qui vivent dans les palais orientaux, et emploient le terme sans rigueur, pour désigner une femme du harem. Ils inventent une figure sensuelle conforme aux stéréotypes coloniaux.

### Figure fantasmée
En Europe au XIXe siècle, les odalisques sont des figures fantasmées récurrentes dans un mouvement artistique, l'orientalisme, contemporain de l'expansion coloniale, notamment dans un grand nombre de tableaux érotiques à partir de cette époque. La femme orientale de l'art orientaliste est une créature sexualisée, lascive. Elle prend place parmi les stéréotypes coloniaux du XIXe siècle qui privilégient les images d'un Orient « sensuel », d'une Afrique, « mystérieuse et sauvage à dompter », d'une Océanie, « paradisiaque  » etc. L'odalisque en peinture est souvent analysée aujourd'hui comme «l'objet passif et érotisé du regard masculin européen».
Ingres est «l'inventeur de la figure de l'odalisque», selon Emmanuelle Almiot-Saulnier, spécialiste d'histoire de l'art. Il peint un fantasme : d'une part, il a peu voyagé (sa destination la plus lointaine est l'Italie) ; d'autre part, les hommes peintres ne sont évidemment pas admis dans les harems. Ingres a pu s'inspirer du récit de lady Montagu datant du siècle précédent ; cette épouse d'un ambassadeur britannique avait visité un harem. 
Ingres peint une beauté féminine dans un style qui lui est propre ; le dos féminin est rendu sensuel ; il est plus allongé que d'ordinaire. La Grande Odalisque est un de ses tableaux les plus connus. Théodore Chassériau a peint une odalisque qui sort du bain, semblable à Vénus qui naît des flots ; cette odalisque-là est aussi totalement imaginaire. Matisse aussi a représenté dans certaines de ses œuvres des odalisques, qui sont chez lui à la fois « thème, motif, emblème, vedette et marchandise de luxe » ; la figure de l'odalisque - qui prend chez lui un caractère abstrait - lui permet de revendiquer une appartenance à une «grande tradition française» en peinture.
Dans l'usage populaire, le mot odalisque peut aussi faire allusion, à la maîtresse, la concubine, ou la petite amie d'un homme riche, ce qui est inexact étant donné que ces esclaves étaient vierges.

### Femme musulmane et orientale
La figure de l'odalisque prend place entre le XVIIe et le XIXe siècle dans des textes et des images orientalistes où l'Orient musulman est représenté autrement qu'aujourd'hui, avec une insistance particulière sur deux types de personnages fondamentaux : 
- Les personnages d'odalisques, situés dans un décor luxueux, qui contenait des objets considérés comme orientaux, tels que le brûle-parfum ou des pipes à tabac[9]. L'odalisque est représentée comme une femme blanche aux yeux noirs[9]. Les "sémites", catégorie anthropologique en vogue au XIXe siècle dans laquelle étaient rangés les musulmans (ainsi que les juifs) étaient considérés comme des Blancs, même s'ils étaient vus comme des Blancs d'un genre particulier et n'incarnaient pas le Blanc "protypique" - le Blanc européen chrétien[9].
- Les personnages bibliques, car l'Orient était très souvent associé à la Bible ; ainsi les personnages juifs de la Bible portaient dans les images du XVIIe au XIXe siècle des turbans, des keffiyyeh, et d'autres pièces des vêtements turcs ou bédouins[9].

### Effacement de l'odalisque au cours duXXesiècle
La représentation de l'odalisque musulmane désirable suppose que les musulmans ne soient pas considérés uniquement comme des ennemis. De fait, l'orientalisme classique perçoit une proximité entre les traditions musulmane et chrétienne, tout en affirmant la supériorité du christianisme, qui serait un "dépassement" des religions monothéistes antérieures. Par la suite, la montée de l'islamophobie a chassé l'image de l'odalisque : les représentations islamophobes occidentales du XXIe siècle désignent le musulman comme l'Autre absolu ; l'idée d'un "choc des civilisations" entre "Occident chrétien" et "Orient musulman" a supplanté l'idée d'un "dépassement".
Ainsi la figure de l'odalisque s'est progressivement effacée, de même que celle du juif orientalisé, très répandue à la même époque et dans le même type d'oeuvres. L'orientalisme classique percevait une proximité entre les musulmans et les juifs, tous "orientaux" et "sémites" ; l'islam était vu comme « une forme inférieure, mais apparentée du judaïsme ». Cette association disparaîtra dans les discours au fil du XXe siècle, particulièrement dans les discours hostiles aux musulmans ; les musulmans et les juifs n'appartiendront plus à la même sphère de représentation en Occident. 

## Les odalisques dans l'art

### Tableaux
Parmi les artistes les plus célèbres ayant représenté des odalisques, on peut citer :
- Thomas Allom : L'Odalisque favorite, vers 1839, aquarelle, Londres, Victoria and Albert Museum ;
- François-Léon Benouville : Esther ou l'Odalisque, 1844, huile sur toile, musée des beaux-arts de Pau ;
- François Boucher : L'Odalisque, vers 1745, huile sur toile, Paris, musée du Louvre ;
- Eugène Delacroix : Odalisque, huile sur toile, Paris, musée du Louvre ; Femme nue couchée et son valet, dit aussi odalisque, huile sur toile, 1826-1829 Zurich, collection particulière
- Émile Friant : La Présentation des odalisques au sultan, 1881, huile sur toile, musée des beaux-arts de Nancy ;
- Horst P. Horst : Odalisque 1, 1943, photographie, New York, Museum of Modern Art ;
- Jean-Auguste-Dominique Ingres :
  - La Grande Odalisque, 1814, huile sur toile, Paris, musée du Louvre ;
  - le Bain turc, 1862, huile sur toile, Paris, musée du Louvre ;
  - l'Odalisque à l'esclave, 1839, huile sur toile, Cambridge, Fogg Art Museum ;
- Théodore Chassériau : Odalisque Couchée, huile sur panneau, 50 × 22 cm, Collection privée, Vente 2007[10]
- Jules Joseph Lefebvre : Odalisque, 1874, huile sur toile, Art Institute of Chicago ;
- Henri Matisse : Odalisque à la culotte rouge, 1921, huile sur toile, Paris, musée national d'art moderne ;
- Pablo Picasso : Odalisque, 1968, aquatinte, New York, Metropolitan Museum of Art ;
- James Pradier :
  - Odalisque, 1841, marbre, musée des beaux-arts de Lyon ;
  - Odalisque dansant, bronze, Paris, musée du Louvre[11] ;
- Pierre-Auguste Renoir : Odalisque, 1870, huile sur toile, Washington, National Gallery of Art ;
- Ferdinand Roybet : L'Odalisque, vers 1875, huile sur toile, Saint-Pétersbourg, musée de l'Ermitage.
- Georges Gaudion : L'Odalisque cubique, 1920, aquarelle sur papier, Musée du Pays rabastinois.

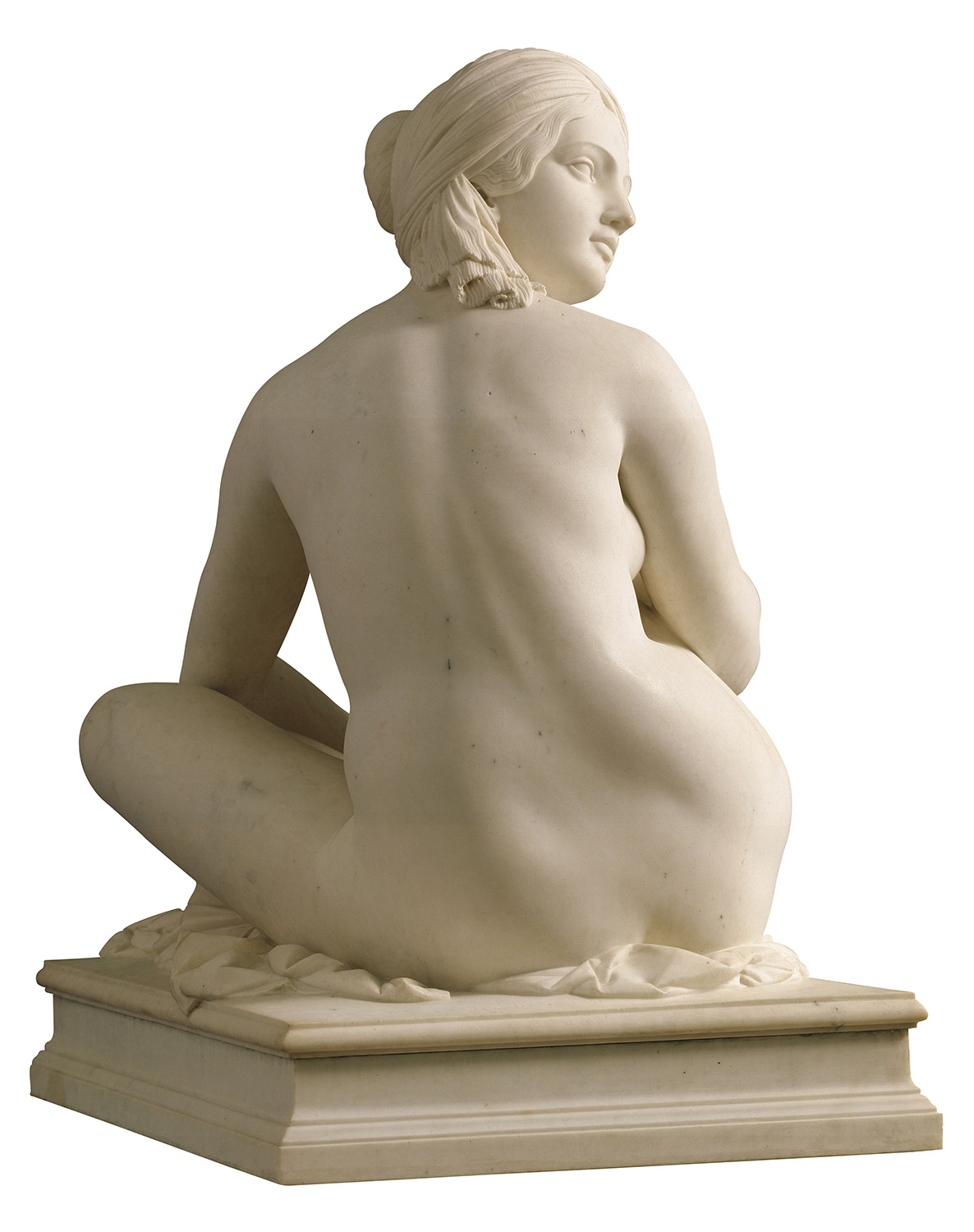
James Pradier, Odalisque (1841), musée des beaux-arts de Lyon.
Ingres, Le Bain turc (1862), Paris, musée du Louvre
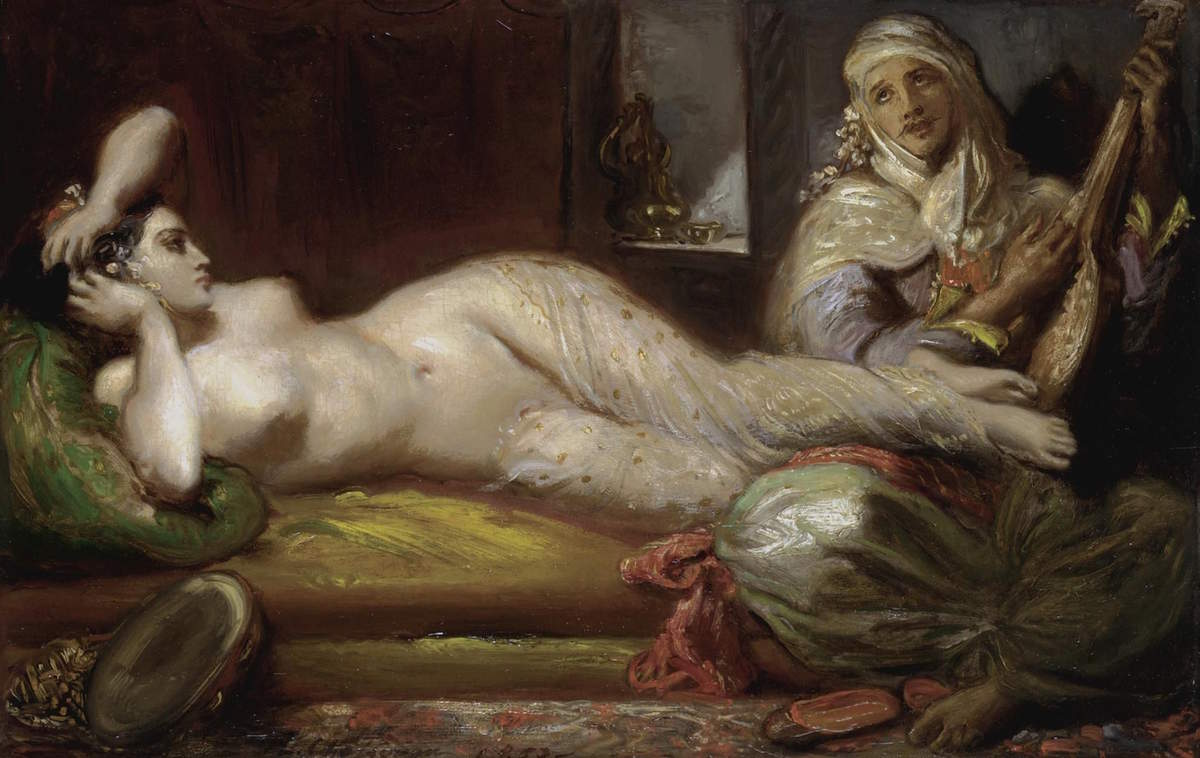
Odalisque Couchée Théodore Chassériau Collection privée
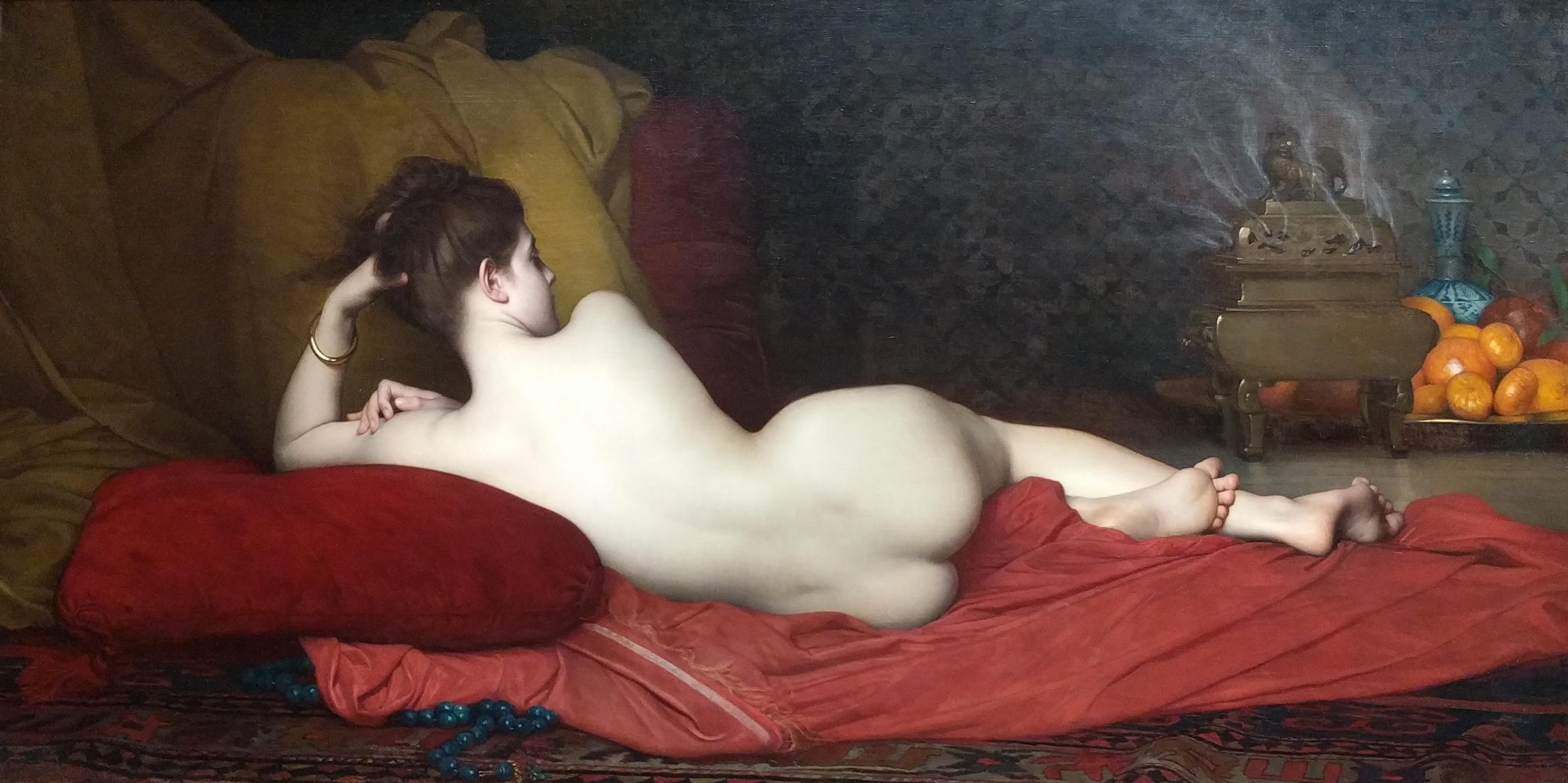
Jules Joseph Lefebvre, Odalisque (1874), Art Institute of Chicago.
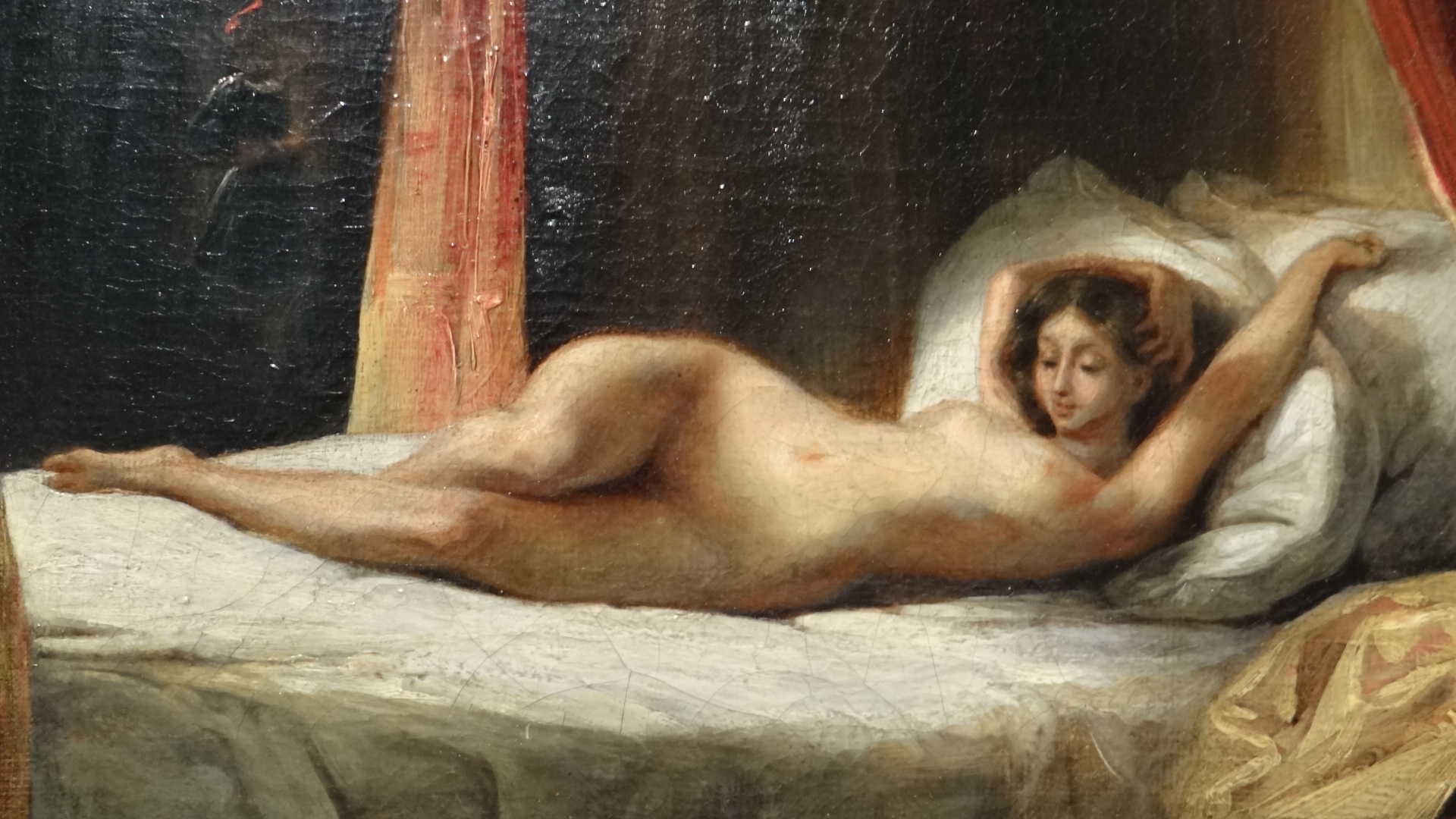
Eugène Delacroix,Femme nue couchée et son valet, dit aussi odalisque, (1826)-(1829) Zurich, collection particulière, Courtesy of Art Cueillar-Nathan
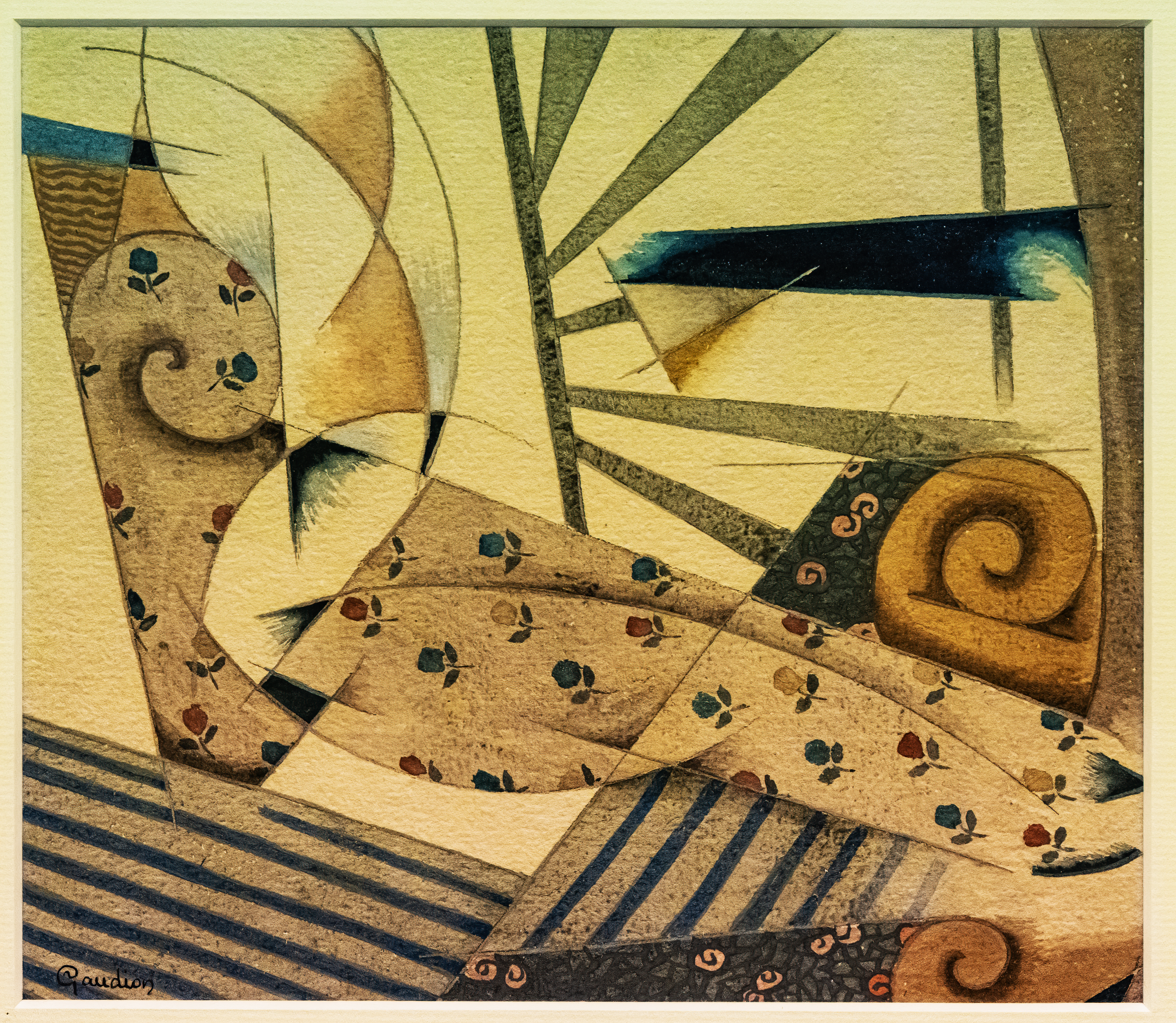
L'Odalisque cubique, 1920, Musée du Pays rabastinois.

### En musique
- Tristesse de l'Odalisque, mélodie de Félicien David (1810-1879) compositeur français.
- Danse des odalisques, musique de Sholom Secunda, édition BMI, 1945.
- Mes Petites Odalisques, texte et musique de Serge Gainsbourg, 1957.
- L'Odalisque, Claire Diterzi, 2008.
- Odalisque, musique de Jugurtha et Stéphane Salerno, Souq Records, 2018.

### En littérature
- Odalisque, poème d'Amable Tastu[12].
- La Dernière Odalisque, roman de Fayçal Bey[13].
- Odalisque, roman de Fiona McIntosh[14].

### Sources
- (en) Cet article est partiellement ou en totalité issu de l’article de Wikipédia en anglais intitulé « Odalisque » (voir la liste des auteurs).
- Cet article est en partie tiré de l'édition du Webster's Dictionary de 1913.